# Dieter Bingen
Dieter Heinrich Bingen (* 24. Juli 1952 in Köln) ist ein deutscher Politikwissenschaftler und Zeithistoriker.

## Werdegang
Dieter Bingen besuchte von 1963 bis 1971 das Dreikönigsgymnasium zu Köln. Von 1973 bis 1978 studierte er Politische Wissenschaft, Verfassungs-, Sozial- und Wirtschaftsgeschichte, Soziologie und Erziehungswissenschaft an der Universität Bonn. 1977 begab er sich auf einen dreimonatigen Forschungsaufenthalt in Polen (Instytut Zachodni, PISM). Im Jahre 1979 wurde er bei Hans-Adolf Jacobsen an der Universität Bonn zum Dr. phil. promoviert.
Er war von November 1981 bis Februar 1999 wissenschaftlicher Mitarbeiter (Wissenschaftlicher Oberrat) im Bundesinstitut für ostwissenschaftliche und internationale Studien (BIOSt), Köln (Forschungsbereich II: Ostmittel- und Südosteuropa). 1981 hielt er sich erneut für Forschungen im Rahmen eines DFG-Projekts am BIOSt drei Monate in Polen auf. Von 1984 bis 1994 war er Lehrbeauftragter für Politische Wissenschaft an der Universität Bonn. Er war Mitglied der deutschen Delegation auf dem CSCE Implementation Meeting on Human Dimension Issues (Warschau, 27. September bis 15. Oktober 1993). Seit 2004 ist er Honorarprofessor für das Gebiet „Kultureller Wandel und gesellschaftliche Transformationsprozesse in Europa“ am Fachbereich Management- und Kulturwissenschaften (früher: Wirtschaftswissenschaften) der Hochschule Zittau/Görlitz und war zudem von 2012 bis 2014 Gastprofessor für Politikwissenschaft an der Technischen Universität Darmstadt.
Von März 1999 bis Ende September 2019 war Dieter Bingen Direktor des Deutschen Polen-Instituts.

## Forschungs- und Publikationsschwerpunkte
- Polnische Zeitgeschichte und Politik
- Politisches System Polens
- Religion und Kirche in Polen nach 1945
- Polnische Außen- und Sicherheitspolitik
- Politische Systeme und Systemtransformation in Ostmittel- und Südosteuropa
- Deutsch-polnische Beziehungen nach 1945
- Integrationspolitik in Europa

## Schriften (Auswahl)
Monographien
- Denk mal an Polen. Eine deutsche Debatte. Berlin 2020 (poln. Ausgabe: Pamietaj o Polsce. Niemiecka debata. Wroclaw 2021).
- zusammen mit Peter Oliver Loew: Polen. Kurze Geschichte einer langen Geschichte. Mit Illustrationen aus der Sammlung Tomasz Niewodniczański. Darmstadt 2004.
- Die Republik Polen. Eine kleine politische Landeskunde, Landsberg 1998; 2., aktualisierte Auflage München 1999.
- Die Polenpolitik der Bonner Republik von Adenauer bis Kohl 1949–1991. Baden-Baden 1998.
- Polityka Republiki Bońskiej wobec Polski. Od Adenauera do Kohla 1949–1991. Kraków 1997 (polnischsprachige Ausgabe).
- zusammen mit Janusz Józef Węc: Die Deutschlandpolitik Polens 1945–1991. Von der Status-quo-Orientierung bis zum Paradigmenwechsel. Kraków 1993 (= Zeszyty Naukowe Uniwersytetu Jagiellońskiego MCXXI. Prace z Nauk Politycznych. Z. 51).
- Die Bonner Deutschlandpolitik 1969–1979 in der polnischen Publizistik. Frankfurt/M. 1982.
- Die Stellung der Bundesrepublik Deutschland in der internationalen Politik aus polnischer Sicht 1969–1976. Königstein/Ts. 1980.

### Reihenherausgeberschaft
- Denken und Wissen. Eine Polnische Bibliothek. 15 Bände. Frankfurt am Main: Suhrkamp Verlag. 2003–2015.
- zusammen mit Hans-Jürgen Bömelburg, Peter Oliver Loew: Deutsch-Polnische Geschichte. 5 Bände. Darmstadt: Wissenschaftliche Buchgesellschaft (2014: Bände II und III, 2020: Band I).

### Herausgeberschaften
- mit Annett Martini: Der Sefer Evronot des Judah Mehler Reutlingen. Ein prächtiges Kalenderwerk aus dem frühneuzeitlichen Bingen, Darmstadt 2023.
- mit Simon Lengemann: Deutsche Besatzungspolitik in Polen 1939–1945. Eine Leerstelle deutscher Erinnerung? Bonn 2019.
- mit Andrzej Kaluza, Basil Kerski, Peter Oliver Loew: Polnische Spuren in Deutschland. Ein Lesebuchlexikon. Bonn 2018.
- mit Marek Halub, Matthias Weber: Mein Polen – meine Polen. Zugänge & Sichtweisen. Wiesbaden 2016 (poln. Ausgabe: Wrocław 2016).
- mit Julius H. Schoeps und Gideon Botsch: Jüdischer Widerstand in Europa (1933–1945). Formen und Facetten. Berlin/Boston 2016.
- mit Maria Jarosz, Peter Oliver Loew: Legitimation und Protest. Gesellschaftliche Umbrüche in Polen, Ostdeutschland und andren Transformationsländern nach 1989. Wiesbaden 2012.
- mit Peter Oliver Loew, Krzysztof Ruchniewicz, Marek Zybura: Erwachsene Nachbarschaft. Die deutsch-polnischen Beziehungen 1991–2011. Wiesbaden 2011.
- mit Krzysztof Ruchniewicz: Länderbericht Polen. Geschichte–Politik–Wirtschaft–Gesellschaft–Kultur. Bonn 2009 (Verlagsausgabe: Campus Verlag, Frankfurt/Main).
- mit Peter Oliver Loew, Nikolaus Wolff: Interesse und Konflikt. Zur politischen Ökonomie der deutsch-polnischen Beziehungen, 1900–2007. Wiesbaden 2008.
- mit Kazimierz Wóycicki: Die Kopernikus-Gruppe. Zwischenbilanz eines deutsch-polnischen Gesprächskreises. Wiesbaden 2007.
- mit Hans-Martin Hinz: Die Schleifung. Zerstörung und Wiederaufbau historischer Bauten in Deutschland und Polen. Wiesbaden 2005.
- mit Anna Wolff-Powęska: Nachbarn auf Distanz. Deutsche und Polen 1998–2004. Wiesbaden 2005.
- mit Włodzimierz Borodziej, Stefan Troebst: Vertreibungen europäisch erinnern? Historische Erfahrungen – Vergangenheitspolitik – Zukunftskonzeptionen. Wiesbaden 2003.
- Manfred Gebhardt, Joachim Küttner: Deutsche in Polen nach 1945. Gefangene und Fremde. München 1997.
- Polen 1980–1984. Dauerkrise oder Stabilisierung? Strukturen und Ereignisse in Politik, Gesellschaft und Wirtschaft. Baden-Baden 1985.

## Gremienmitgliedschaften (Auswahl)
- Vorstand Deutsch-Polnische Stiftung Kulturpflege und Denkmalschutz
- Wissenschaftlicher Beirat des Instituts für Kulturelle Infrastruktur Sachsen – Vorsitzender
- Kuratorium des Willy-Brandt-Zentrums für Deutschland- und Europastudien der Universität Breslau
- Kuratorium der Freunde und Förderer der Europa-Universität Viadrina Frankfurt (Oder)
- Kuratorium der Deutsch-Polnischen Gesellschaft Bundesverband e. V.
- Kuratorium der Porta Polonica, der Dokumentationsstelle zur Kultur und Geschichte der Polen in Deutschland

## Ehrungen
- 2006: Diplom des Außenministers der Republik Polen „für herausragende Verdienste um die Promotion Polens in der Welt“
- 2013: Medaille „Laude Probus“ der Stadt Plock
- 2013: Großes Verdienstkreuz des Verdienstordens der Bundesrepublik Deutschland
- 2013: Wilhelm-Leuschner-Medaille[2]
- 2014: Offizierskreuz des Verdienstordens der Republik Polen
- 2017: Dankbarkeitsmedaille des Europäischen Solidaritäts-Zentrums (Europejskie Centrum Solidarnosci), Danzig / Gdansk
- 2019: Johann-Heinrich-Merck-Ehrung der Stadt Darmstadt
- 2023: Internationaler Brückepreis der Europastadt Görlitz/Zgorzelec